# Островідов Сергій Миколайович
Сергій Миколайович Островідов (1889 - †?) - сотник, військовий льотчик Повітряного флоту УНР.

## Життєпис
Навчався у Санкт-Петербурзькому політехнічному інституті на суднобудівельному відділенні.

### В російській армії
19 серпня 1914 вступив добровольцем до 1-ї авіаційної роти російської армії. Закінчив Севастопольську авіаційну школу 5 травня 1915, потім воював у складі 23-го корпусного авіаційного загону. 4 грудня 1915 підвищений до звання прапорщика, невдовзі став підпоручником. Під час Першої світової війни нагороджений відзнаками Святого Георгія 4-го, 3-го та 2-го ступенів, а також всіма орденами до ордена Святого Володимира 4-го ступеня з мечами та биндою.

### На службі Україні
З квітня 1918 р. обіймав посаду помічника голови технічного відділу управління авіації УНР, потім —Української Держави (формально значився льотчиком винищувального загону 1-го Волинського авіаційного дивізіону, потім — льотчиком 13-го загону 3-го Одеського авіаційного дивізіону). Наказом Військової офіції Української Держави від 16 жовтня 1918 отримав звання поручика російської служби з перейменуванням у значкові української служби.
Після приходу до влади Директорії залишився на старому місці. Влітку-восени 1919 р. — льотчик 1-го Запорізького авіаційного загону Дієвої армії УНР, брав активну участь у боях проти радянських військ. 1920 р. перебував у закордонних відрядженнях із закупівлі авіаційного та іншого військового майна. До листопада 1920 р. повернувся в АУНР і як військовий льотчик вступив до 2-ї бойової групи 1-ї Запорізької авіаційної ескадрильї, дістав звання сотника. По інтернуванні Армії УНР разом із особовим складом ескадрильї відбув до 1-ї польсько-французької авіаційної школи у Бидгощі, де протягом 1921–1922 рр. працював інженером.
Згодом емігрував до Франції, закінчив школу цивільного суднобудування, потім працював інженером.
Подальша доля невідома.